# You Want It Darker
You Want It Darker är ett musikalbum av Leonard Cohen, lanserat i oktober 2016 på Columbia. Skivan är hans fjortonde studioalbum. Samtliga nio låtar är komponerade av Cohen, och flera av dem är producerade av hans son Adam Cohen. Albumet kom också att bli hans sista studioalbum, Cohen dog drygt tre veckor efter lanseringen. Adam Cohen sade sedan till tidningen Rolling Stone att Leonard arbetat på skivan in i det sista och känt sig mycket tillfredsställd med den.
Flera musikrecensenter noterade vid lanseringen de många referenserna till döden som fanns på albumet. På Metacritic hade albumet betyget 92 på en skala av 100, vilket indikerar "universellt erkännande".
Albumet kom att bli en kommersiell framgång, det toppade flera europeiska länders albumlistor, bland annat den svenska, och det innebar hans första och enda listetta på svenska albumlistan.

## Låtlista
1. "You Want It Darker" – 4:44
2. "Treaty" – 4:02
3. "On the Level" – 3:27
4. "Leaving the Table" – 3:47
5. "If I Didn't Have Your Love" – 3:35
6. "Traveling Light" – 4:22
7. "It Seemed The Better Way" – 4:21
8. "Steer Your Way" – 4:23
9. "String Reprise / Treaty" – 3:26

## Listplaceringar
- Billboard 200, USA: #7[3]
- UK Albums Chart, Storbritannien: #4[4]
- Frankrike: #3[5]
- Nederländerna: #1[6]
- Österrike: #1[7]
- Danmark: #1[8]
- VG-lista, Norge : #1[9]
- Sverigetopplistan, #1[10]